# Família Marbot

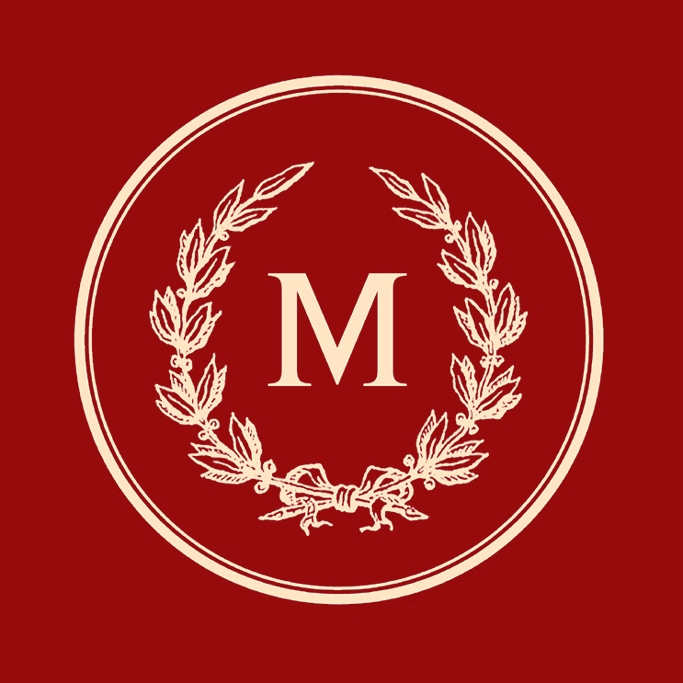
Selo da família Marbot

A família Marbot (francês: [maʁbo]) originou-se da antiga província de Quercy, perto do que hoje é o departamento de Corrèze, no sudoeste da França.
Seu nome está registrado no Arco do Triunfo em Paris (pilar oeste, coluna 34).

## Membros

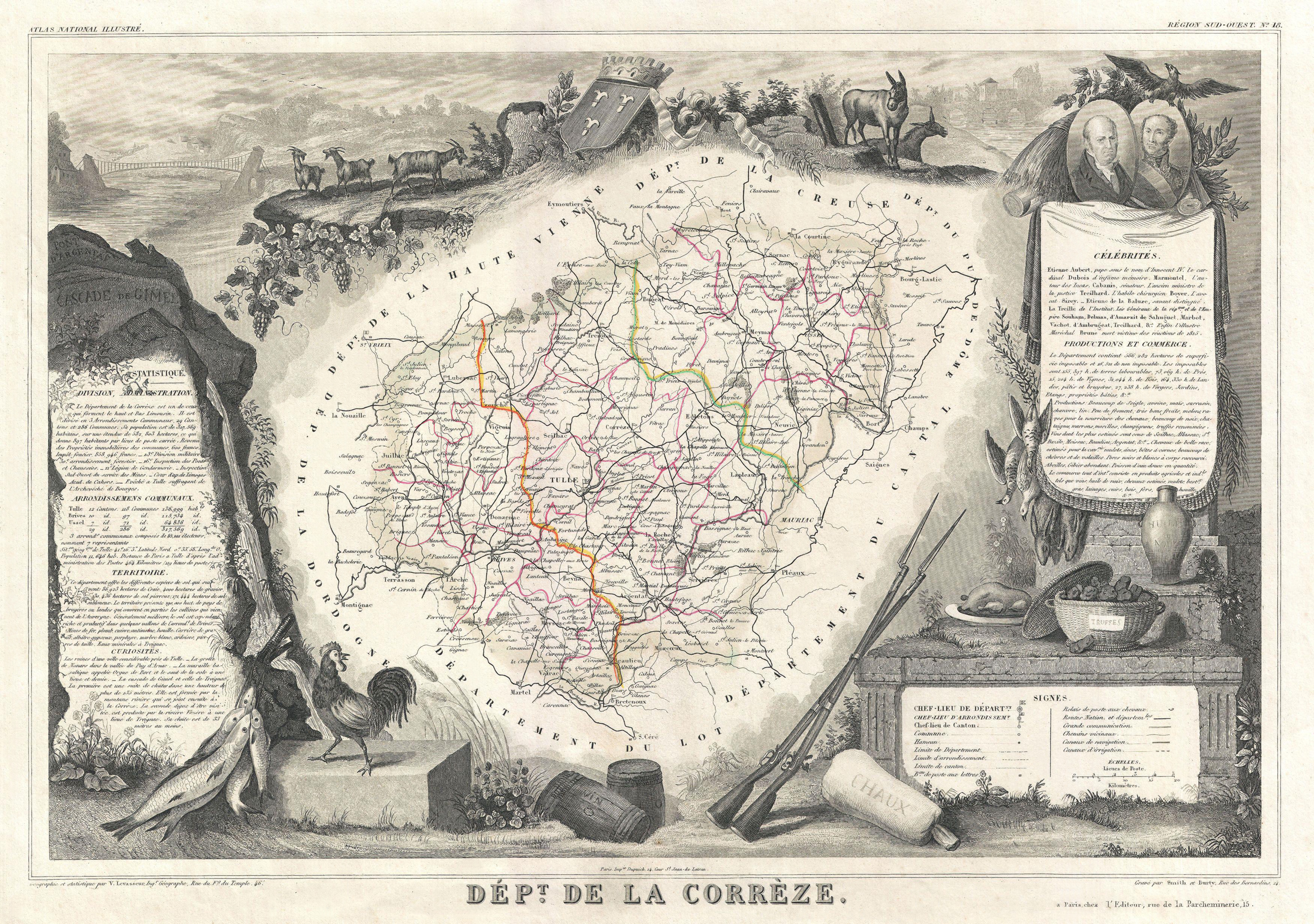
Departamento de Corrèze na França

Os membros notáveis desta família incluem:
- Alfred Charles Adolphe, conhecido como Alfred Marbot (1812–1865), pintor, historiador e uniformologista francês.[3]
- Antoine Adolphe Marcelin, conhecido como Adolphe Marbot (1781–1844), maréchal de camp (general de brigada) francês, comendador da Legião de Honra.[4]
- Charles Rémy Paul, também conhecido como Paul Marbot (1847–1912), comissário da Marinha Francesa, cavaleiro da Legião de Honra.[5]
- François-Achille, também conhecido como Achille Marbot (1817–1866), ordonnateur (administrador-chefe) da Marinha Francesa, governador interino da Reunião, oficial da Legião de Honra.[6]
- Jean-Antoine, também conhecido como Antoine Marbot (1754–1800), general de divisão e político francês, nome inscrito no Arco do Triunfo.
- Jean-Baptiste Antoine Marcelin, conhecido como Marcellin Marbot (1782–1854), lieutenant général (general de divisão) francês, grande oficial da Legião de Honra.[7]
- Louis Marie Joseph, também conhecido como Joseph Marbot (1878–1931), engenheiro francês, desenvolvedor das redes ferroviárias turcas e sírias.
- Marie Rémy Joseph, conhecido como Joseph Marbot (1862–1929), capitão de fragata (comandante) da Marinha Francesa, oficial da infantaria colonial francesa, oficial da Legião de Honra.[8]
- René Marie André, conhecido como René Marbot (1922–2020), tenente das Forças Francesas Livres, advogado e empresário, oficial da Legião de Honra, comendador da Ordem Nacional do Mérito.[9]